# 莫森半島
68°35′S 154°11′E / 68.583°S 154.183°E
莫森半島 (mawson station) 是南極洲的半島，位於喬治五世地，處於斯拉瓦冰架西面，末端是哈德森角，長50公里，該半島由澳大利亞探險隊拍攝的照片被繪入地圖。